# Morelos, Ocosingo
Morelos är en ort i Mexiko.   Den ligger i kommunen Ocosingo och delstaten Chiapas, i den sydöstra delen av landet, 800 km öster om huvudstaden Mexico City. Morelos ligger 940 meter över havet och antalet invånare är 292.
Terrängen runt Morelos är huvudsakligen kuperad, men österut är den platt. Runt Morelos är det glesbefolkat, med 16 invånare per kvadratkilometer. Närmaste större samhälle är Ocosingo, 2,0 km norr om Morelos. Omgivningarna runt Morelos är en mosaik av jordbruksmark och naturlig växtlighet.